# Árpád Szabó
Árpád Szabó (ur. 4 października 1957 w Reghin) – rumuński judoka. Olimpijczyk z Moskwy 1980, gdzie zajął dziewiętnaste miejsce w wadze ekstralekkiej.
Piąty na mistrzostwach świata w 1979; uczestnik zawodów w 1981. Zdobył trzy medale mistrzostw Europy w latach 1977 – 1981.

## Letnie Igrzyska Olimpijskie 1980
| Konkurencja | Eliminacje             | Klas. końcowa |
| Konkurencja | Przeciwnik I           | Miejsce       |
| ----------- | ---------------------- | ------------- |
| 60 kg       | Reinhard Arndt (GDR) P | 19.           |